# Wolf Biermann
Karl Wolf Biermann (Amburgo, 15 novembre 1936) è un cantante, poeta e scrittore tedesco.
Si trasferì nella Repubblica Democratica Tedesca nel 1953 e pubblicò le sue prime canzoni e poesie nel 1960. Fortemente critico nei confronti della dittatura partitica nella RDT, fu oggetto di un divieto totale di esibizione e pubblicazione. Nel 1976, avendo criticato la DDR durante un concerto, fu privato della cittadinanza e gli fu impedito il rientro nel Paese per "grave violazione dei doveri di cittadino":  provocò grandi proteste sia nella Germania dell'Ovest sia in quella dell'Est. I suoi volumi di poesia figurano tra i più venduti della letteratura tedesca del dopoguerra e gli hanno valso diversi premi letterari. Nei suoi brani più celebri, tra cui Ermutigung, Die Stasi-Ballade e Berlin, du deutsche deutsche Frau, al racconto dell'esperienza personale e all'espressione della sofferenza per la divisione della Germania e l'edificazione del Muro di Berlino si uniscono riflessioni e invettive politiche di aperta critica agli esponenti e alle istituzioni governative della frazione orientale (tra cui la Stasi).

## Biografia

### Gioventù ad Amburgo
Wolf Biermann nacque da Emma e Dagobert Biermann. Suo padre, operaio ebreo in un cantiere navale di Amburgo, si era arruolato sin dal 1933 nella Resistenza tedesca comunista: fu arrestato dalla Gestapo per aver sabotato alcune navi della Kriegsmarine ed internato ad Auschwitz, dove morì nel 1943. Il piccolo Wolf scampò ai bombardamenti aerei su Amburgo dell'estate 1943 (operazione Gomorrah) grazie alla madre Emma, che si tuffò con lui nel Nordkanal salvando entrambi dalle fiamme che stavano bruciando il quartiere di Hammerbrook.
Dopo la fine della seconda guerra mondiale Biermann si unì ai Giovani Pionieri e nel 1950 fu tra i giovani che rappresentavano la Germania dell'Ovest al primo Raduno Mondiale della Gioventù a Berlino Est. Nonostante la famiglia operaia, frequentò l'Heinrich-Hertz-Gymnasium di Amburgo fino al 1953.

### Trasferimento e vita nella RDT
Dopo la maturità nel 1953, a 17 anni, chiese e ottenne la cittadinanza della RDT a Berlino Est.
Fino al 1955 visse in un collegio a Gadebusch, vicino a Schwerin, poi cominciò gli studi di economia politica alla Humboldt-Universität zu Berlin. Nel 1957 interruppe gli studi e tra il 1957 e il 1959 lavorò come aiuto regista al Berliner Ensemble. Nel 1959 riprese gli studi e fino al 1963 studiò filosofia (con Wolfgang Heise) e matematica alla Humboldt-Universität, ma nonostante una tesi di filosofia discussa con successo, non ricevette alcun diploma di laurea. Diploma che gli fu consegnato soltanto l'8 novembre 2008, in occasione di un dottorato honoris causa riconosciutogli dalla Humboldt-Universität di Berlino.
Nel 1960 Biermann conobbe Hanns Eisler il quale, come ebbe a dire lo stesso Biermann, fu in pratica il suo mentore. Biermann cominciò a scrivere poesie e canzoni. Nel 1961 fondò a Berlino Est il "BAT - Teatro Berlinese dei Lavoratori e degli Studenti" (Berliner Arbeiter-Theater). La messa in scena del suo Berliner Brautgang, che trattava della costruzione del muro di Berlino, fu vietata e il teatro fu costretto a chiudere nel 1963, ancor prima della sua première. A Biermann fu imposto un divieto temporaneo a esibirsi, valevole per sei mesi. Nel frattempo, nel 1962, vengono pubblicate le sue prime poesie nell'antologia Liebesgedichte ("Poesie d'amore"). Nello stesso anno avviene la sua prima apparizione in pubblico in una serata di poesia Deutsche Akademie der Künste. Nel 1963, dopo due anni di attesa, il Partito Socialista Unificato di Germania (SED) rifiutò la richiesta di Biermann di iscriversi al partito, senza fornire motivazioni. Più tardi, dagli atti del "Ministero per la sicurezza di Stato" (la Stasi) ritrovati dopo la riunificazione, si evinse che vertici della SED ritenessero Biermann un consumatore abituale di droghe e per questo avevano respinto la sua richiesta di tesseramento.
Nel 1964 cominciò la sua amicizia con Robert Havemann, chimico e resistente comunista nonché padre di Sibylle che successivamente con Biermann diede alla luce due bambini. Nello stesso anno ci fu la sua prima apparizione come ospite in Germania Occidentale, su invito della Federazione Socialista degli Studenti. Nell'aprile 1965 si esibì con le sue canzoni nel programma cabarettistico di Wolfgang Neuss a Francoforte sul Meno, performance che fu registrata ed incisa su LP a 33 giri con il titolo di Wolf Biermann (Ost) zu Gast bei Wolfgang Neuss (West). Nello stesso anno Biermann pubblicò con l'editore occidentale Klaus Wagenbach una raccolta di poesie, Die Drahtharfe ("L'arpa"). In dicembre l'undicesimo plenum del Comitato Centrale della SED decretò per Biermann il totale divieto di esibizione e di pubblicazione nel territorio della Germania dell'Est, con l'accusa di "tradimento di classe" ed "oscenità". La Stasi, che già aveva iniziato a sorvegliarne le attività, sviluppò un piano in 20 punti per la cosiddetta "decomposizione" (Zersetzung) della sua persona.

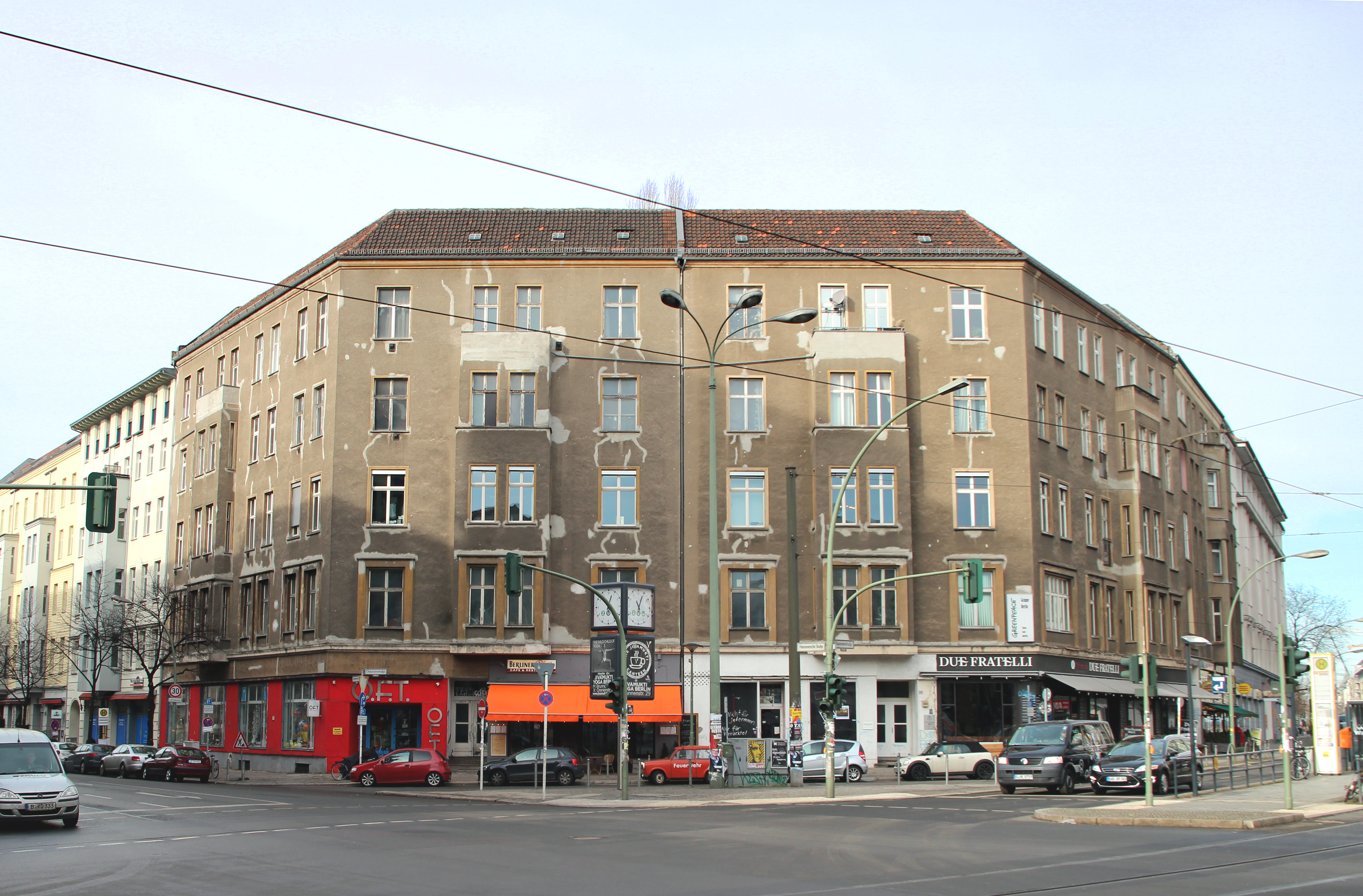
Chausseestrasse 131 (2015)

Dopo che Biermann per anni aveva rinunciato a pubblicare dischi in Germania dell'Ovest, nella speranza che prima o poi venissero pubblicati dalle etichette orientali Amiga o Eterna,, nel 1968 uscì finalmente nella RFT il suo primo LP, Chausseestraße 131 (l'indirizzo di Berlino Est dove si era trasferito nel 1963). Essendo impossibilitato ad avvalersi di uno studio di incisione professionale, per via del divieto di esibizione e di pubblicazione che lo aveva colpito, le registrazioni di Chausseestraße 131 furono effettuate nell'appartamento di Biermann, con l'aiuto di un registratore a nastro Grundig importato di contrabbando dall'Ovest e di un microfono Sennheiser, che essendo omnidirezionale finì per registrare anche il rumore del tram che passava davanti a casa. Per questo album Biermann ricevette nel 1969 il premio "Fontane", un riconoscimento culturale istituito nel 1948 dalla città di Berlino Ovest. La cerimonia di premiazione fece scandalo in quanto Biermann - così come lo scrittore Peter Schneider - dedicò il premio all'opposizione extraparlamentare e trasferì i 10.000 marchi del premio al loro avvocato, Horst Mahler, che nel 1970 era stato uno dei cofondatori della Rote Armee Fraktion (successivamente invece è passato all'estrema destra neonazista).
Seguirono altre pubblicazioni nella RFT che clandestinamente trovarono diffusione anche nella RDT. Nel settembre 1976 Biermann riuscì a fare - dopo 11 anni di divieto - il suo ultimo e unico concerto nel territorio della RDT prima della riunificazione. La sua esibizione alla Nicolaikirche di Prenzlau fu possibile grazie a una svista degli agenti della Stasi, che dopo l'annuncio del concerto nel programma degli eventi della parrocchia aveva confuso Biermann con l'omonimo cantore evangelico che si esibiva in quella chiesa ogni settimana.

### L'Ausbürgerung

#### Il ritiro della cittadinanza dopo il concerto di Colonia
Nel 1976 Biermann fu invitato dalla IG Metall ad un viaggio-concerto nella Repubblica Federale, per il quale le autorità della Repubblica Democratica gli rilasciarono un permesso di viaggio. Il primo concerto si tenne il 13 novembre 1976 alla Kölner Sporthalle di Colonia e fu trasmesso in diretta dalla WDR nel corso della trasmissione "Radiothek". Questo concerto - Biermann aveva altre volte criticato il governo della RDT, ma in altre occasioni come per esempio nei dibattiti sul 17 giugno 1953 l'aveva difeso - fu la goccia che fece traboccare il vaso e servì al Politburo della SED come pretesto per l'Ausbürgerung, ovvero espulsione dal Paese e ritiro della cittadinanza della Repubblica Democratica Tedesca, a causa di "grave violazione dei doveri civici", come fu reso noto dall'agenzia di notizie ADN il 16 novembre successivo. A seguito di questo provvedimento, la WDR trasmise una sintesi di due ore del concerto nell'orario di punta tedesco, le 20.15. Successivamente, il 19 novembre 1976, ARD trasmise il concerto in versione integrale a partire dalle 22.05: fu solo con questa trasmissione - dato che le trasmissioni della WDR non potevano essere viste in Germania dell'Est - che molte persone della RDT vennero a conoscenza per la prima volta delle canzoni di Biermann.

#### Conseguenze dell'espulsione
L'espulsione di Biermann fu un'esperienza drastica e ricca di significati per gli artisti e i dissidenti della Repubblica Democratica. Se dopo l'insediamento di Erich Honecker nel 1971 c'erano speranze per una liberalizzazione sociale e per approcci verso la libertà di pensiero, queste speranze vennero nuovamente distrutte dopo i comportamenti repressivi del 1976. Non pochi dissidenti cambiarono il loro atteggiamento nei confronti della RDT dopo l'espulsione di Biermann passando da una "critica solidale" ad una radicale presa di distanza.
Molti personaggi noti a Est ed a Ovest protestarono contro questo provvedimento. Il 17 novembre 1976 (cioè il giorno dopo l'espulsione di Biermann) dodici scrittori di fama della Germania dell'Est pubblicarono una lettera aperta di Stephan Hermlin ai vertici della RDT appellandosi affinché l'espulsione di Biermann fosse revocata. Per essere sicuri che venisse pubblicata, il gruppo indirizzò la lettera non solo al Neues Deutschland (organo ufficiale della SED) ma anche all'agenzia di stampa francese Agence France-Presse. Nei giorni successivi aderirono all'appello altri 100 tra scrittori, attori e artisti vari.
Ci furono però anche famosi artisti dell'Est che invece approvarono l'espulsione di Biermann, come ad esempio Konrad Wolf, Ruth Berghaus, Wolfgang Heinz e Paul Dessau. Anna Seghers chiarì in un'unica e concisa dichiarazione di non aver aderito alla protesta, contrariamente a quanto riportato da qualcuno.

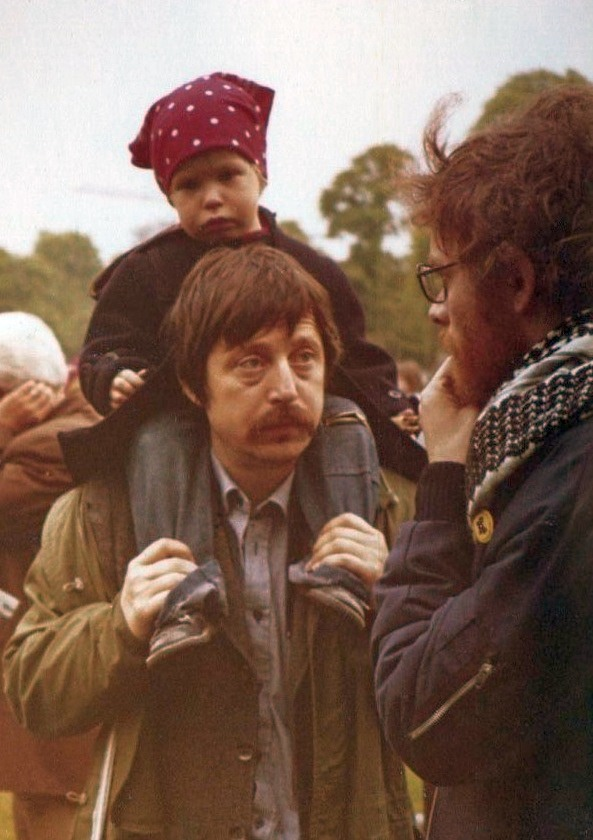
Wolf Biermann nel 1977 ad una festa di quartiere ad Amburgo-Eimsbüttel

La protesta degli artisti portò i vertici della RDT a ulteriori vessazioni contro i sottoscrittori, cosa che portò a un'ulteriore raffica di espulsioni. Così nel 1977 anche la precedente compagna di Biermann, la nota attrice tedesco-orientale Eva-Maria Hagen e la di lei figlia Nina Hagen, raggiunsero Biermann all'Ovest. Gerulf Pannach e Christian Kunert della band (dichiarata fuorilegge) Klaus Renft Combo e lo scrittore Jürgen Fuchs furono arrestati dalla Stasi nel novembre 1976 e dopo 9 mesi di detenzione vennero espulsi sotto la minaccia di pene detentive maggiori, così come l'attrice Katharina Thalbach. Anche Manfred Krug sottoscrisse la protesta per cui anche a lui, nonostante la sua popolarità nella RDT (vincitore del premio per il personaggio televisivo preferito nel 1969, 1971 e 1973), furono preclusi ulteriori ruoli e concerti; i film che aveva già girato non vennero trasmessi. Come conseguenza, dopo aver fatto richiesta di espatrio, nel 1977 Krug si trasferì in Germania dell'Ovest. Stefan Heym, uno dei primi firmatari della lettera, da quel momento in poi poté pubblicare soltanto all'Ovest e successivamente fu espulso dall'unione degli scrittori della RDT. Più tardi descrisse le conseguenze per lui e per gli altri co-firmatari sulla base delle registrazioni della Stasi.
Numerose proteste si ebbero anche all'Ovest, persino tra le file dei comunisti vicini alla SED. Nella roccaforte del Deutsche Kommunistische Partei di Marburgo diverse dozzine di iscritti sottoscrissero una lettera di protesta, che fu stampata sulla prima copertina dell'LP di Biermann del concerto di Colonia Das geht sein' sozialistischen Gang.

### L'esilio nella Repubblica Federale Tedesca

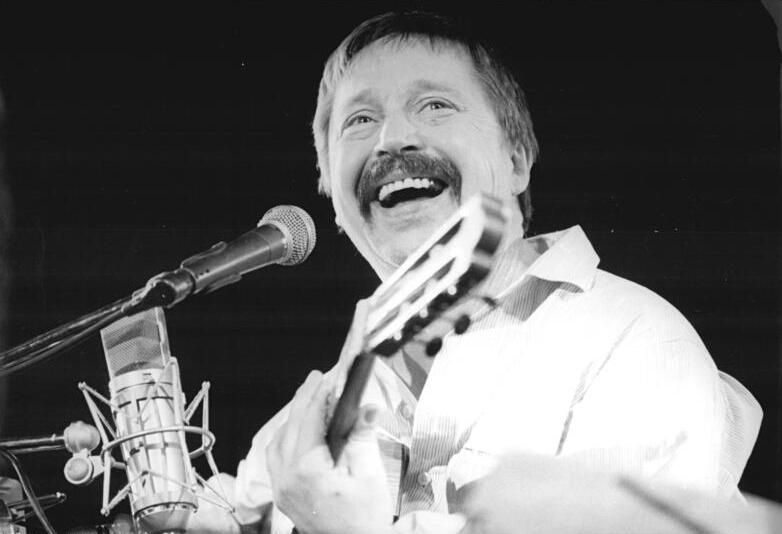
Wolf Biermann il 1º dicembre 1989 a Lipsia

Nell'Ovest Biermann proseguì la sua carriera: nel 1977 cominciò la sua prima tournée nei paesi occidentali, criticando sempre nelle sue canzoni il regime della Germania dell'Est ma professando sempre la sua fede nella costruzione di un socialismo reale o del comunismo al posto dello stalinismo. Successivamente, per sua stessa ammissione, ruppe anche con la sua convinzione socialista. 
Più tardi, all'Ovest, realizzai che non potevo più considerarmi un comunista. Questo non perché il comunismo non abbia funzionato idealmente. (...) Non posso più essere comunista, perché la realtà sociale che da 150 anni abbiamo alle nostre spalle, ha mostrato che il cammino verso il paradiso di una società senza classi, senza oppressione, senza sfruttamento, in cui tutti gli uomini siano fratelli - in poche parole, la risoluzione della questione sociale - e le speranze riposte in questo paradiso non solo non conducono verso un paradiso, cosa che non sarebbe neanche così terribile dal momento che possiamo resistere abbastanza bene anche sulla Terra, ma indirizzano al peggiore inferno, dove più uccisi, più ipocriti e più sfruttati ci sarebbero che da ogni altra parte sulla Terra. 
Nell'aprile 1982 ricevette un'autorizzazione eccezionale per poter rientrare in Germania dell'Est a render visita all'amico, ormai malato terminale, Robert Havemann. Nell'estate 1989 Wolf Biermann ricevette il "Friedrich-Hölderlin-Preis" della città di Bad Homburg vor der Höhe. In vista della grande manifestazione sull'Alexanderplatz di Berlino, prevista per il 4 novembre 1989, l'attivista per i diritti civili Bärbel Bohley si adoperò per un'esibizione del cantante durante la manifestazione, ma le autorità della Repubblica Democratica impedirono la sua partecipazione. Soltanto il 1º dicembre 1989 Biermann poté tornare nella Germania dell'Est per un concerto alla fiera di Lipsia. Il concerto per la prima volta fu trasmesso in diretta sia nel territorio federale sia dal canale televisivo orientale Deutscher Fernsehfunk.

### Dopo la riunificazione
Nella Germania dopo la riunificazione Biermann ha ricevuto numerosi premi e riconoscimenti: nel 1991 il "Mörike-Preis" della città di Fellbach ed il "Georg-Büchner-Preis", durante il cui discorso di premiazione suscitò grandissimo scalpore denunciando come lo stimato scrittore Sascha Anderson fosse stato per anni un informatore della Stasi; nel 1993 l'"Heinrich-Heine-Preis" da parte della città di Düsseldorf. Il 17 maggio 1998 ricevette il "Deutscher Nationalpreis" da parte della Deutsche Nationalstiftung; nel 2006 lo "Joachim-Ringelnatz-Preis" per la poesia. In occasione del suo 70º compleanno Biermann fu insignito della Gran croce al merito da parte del Presidente federale Horst Köhler presso il Castello di Bellevue di Berlino.
Dopo aver partecipato all'occupazione del palazzo della Stasi nel 1990, nel 1996 Biermann fu tra i cofondatori della Bürgerbüro e.V., un'associazione a sostegno delle vittime delle vessazioni della RDT. Nel 2000 divenne corrispondente-capo per la cultura del quotidiano conservatore Die Welt. Sempre attento agli accadimenti sulla scena politica nazionale ed internazionale, Biermann spiazzò buona parte della scena culturale e politica tedesca sostenendo sia l'intervento della NATO nella guerra del Kosovo del 1999 sia quello anglo-statunitense in Iraq, espresse soprattutto nella lunga (e difficile) poesia Brief an meinen Sohn ("Lettera a mio figlio") e motivate con la sua opposizione alla dittatura di Saddam Hussein. Queste posizioni anti-islamiche sono anche collegate a una progressiva indagine e riscoperta (anche musicale) delle proprie origini ebraiche. Con il prosieguo della guerra in Iraq, Biermann ha parzialmente rivisto la sua posizione in senso critico nei confronti degli eventi. Nell'autunno 2006 dichiarò che la guerra in Iraq nel 2003 poteva essere evitata se Germania e Francia avessero aderito subito alla coalizione multinazionale, perché in quel caso Saddam Hussein avrebbe ceduto.
Nel 1998 è apparso il suo ultimo album, intitolato Brecht - deine Nachgeborenen ("Brecht - quelli che son venuti dopo di te"), che nel titolo riprende una celeberrima poesia di Brecht, A coloro che verranno (An die Nachgeborenen nell'originale tedesco).
Nel 2006, dopo una collaborazione di oltre trent'anni, Biermann si separò dalla sua casa editrice Kiepenheuer & Witsch e passò alla Hoffmann und Campe. Il fattore scatenante fu il libro Lichtjahre – Eine kurze Geschichte der deutschen Literatur von 1945 bis heute di Volker Weidermann. Nel suo libro Weidermann aveva erroneamente affermato che Biermann era stato membro del partito comunista della Germania dell'Ovest e che si era allontanato dal comunismo dopo il crollo della Repubblica Democratica Tedesca.
Nel 2014, in occasione della ricorrenza dei 25 anni dalla caduta del Muro di Berlino, è stato invitato a esibirsi davanti ai deputati della camera del Bundestag. In questa sede, ha eseguito il suo celebre brano Ermutigung, simbolo della lotta antitotalitaria, e avanzato dure critiche agli esponenti del partito della Linke, erede diretto del Partito del Socialismo Democratico e della SED, da lui definito "né di destra, né di sinistra, ma reazionario".
Wolf Biermann vive e lavora a Amburgo nel quartiere Ottensen. Collabora saltuariamente con Die Welt e ha scritto anche per il settimanale Die Zeit. Nel 2018 ha inoltre pubblicato un op-ed su The New York Times, in cui si è favorevolmente espresso nei confronti di Angela Merkel, che ha definito "un'umanista energica", "una vera cristiana" e "una stoica europea" con riferimento alla politica migratoria posta in essere dalla Cancelliera.

## Vita privata
Dal 1965 al 1972 Biermann fu compagno di Eva-Maria Hagen, la madre di Nina Hagen. Con Brigitte Soubeyran, Biermann ha avuto un figlio naturale e uno adottivo, il cui padre è il mimo Jean Soubeyran. Con Sibylle Havemann, figlia di Robert Havemann, ha avuto due figli. Nel 1975 Biermann sposò la dottoressa Christine Barg, da cui ebbe tre figli. Nel 1989 si è sposato con Pamela Rüsche, con la quale si esibiva anche nei suoi spettacoli. Anche da questo matrimonio Biermann ha avuto tre figli.

## Percezione
Per la Repubblica Democratica Tedesca Biermann fu - secondo Stefan Wolle - lo "scandalo per eccellenza". Nonostante fosse stato soppresso dalle pagine ufficiali, molti passi delle sue poesie entrarono a far parte del linguaggio comune, come per esempio l'espressione "la via socialista" (sozialistischer Gang). La sua canzone Ermutigung, che significa "Incoraggiamento", era diventata "quasi un canto popolare, se non addirittura l'inno nazionale segreto della RDT".
Nella Germania Federale invece Biermann, secondo una ricerca di Joachim Wittkowskis del 1989, veniva percepito più come personaggio politico che come poeta. Per quanto riguarda la qualità dei suoi lavori le recensioni erano prevalentemente positive, come per esempio quella di Marcel Reich-Ranicki, che apprezzava "la sua poesia, la sua robusta retorica e l'enorme potere della sua parola", con l'eccezione di alcuni giudizi negativi come quello di Christian Schultz-Gerstein che lo accusava di trattare temi dal contenuto politico al solo fine di essere compiaciuto.
Le esternazioni di Biermann, rivolte alle più disparate istituzioni politiche e sociali, hanno sempre sollevato dibattiti pubblici e discussioni. Era generalmente riconosciuto come "un provocatore".

### Cittadino onorario di Berlino
Su proposta dei gruppi consiliari di CDU, FDP e Bündnis 90/Die Grünen della Camera dei rappresentanti di Berlino, nel 2007 Wolf Biermann ricevette la cittadinanza onoraria della città di Berlino, per aver come nessun altro cantato la città e combattuto le ingiustizie della SED a la divisione di Berlino. In una lettera del 2003 il Commissario Federale per gli atti della Stasi, Marianne Birthler, aveva già proposto all'allora sindaco di Berlino Klaus Wowereit la cittadinanza onoraria per Biermann.
Tra le frazioni della coalizione rossa (Rot-Rote Koalition) c'era però disaccordo su tale onorificenza: mentre l'SPD aderì alla proposta, l'altro partito della coalizione, la PDS (erede della SED) la respinse astenendosi dal voto. L'Abgeordnetenhaus di Berlino accolse la richiesta trasversale il 1º febbraio 2007, il Senato di Berlino il 6 febbraio 2007. Biermann commentò il dibattito sul conferimento della cittadinanza onoraria una "farsa provinciale" e aggiunse, con riferimento al Senato di Berlino, che trovava "criminale che la SPD andasse a letto con la PDS". Finalmente il 26 marzo 2007 Wolf Biermann fu nominato cittadino onorario di Berlino.

## Riconoscimenti
- 1969: Fontane-Preis della Città di Berlino
- 1971: Jacques-Offenbach-Preis
- 1973: Deutscher Schallplattenpreis
- 1975: Deutscher Schallplattenpreis
- 1977: Deutscher Schallplattenpreis
- 1979: Deutscher Kleinkunstpreis per la canzone
- 1989: Friedrich-Hölderlin-Preis della Città di Bad Homburg
- 1991: Mörike-Preis della città di Fellbach[30]
- 1991: Georg-Büchner-Preis
- 1993: Heinrich-Heine-Preis della Città di Düsseldorf
- 1998: Deutscher Nationalpreis
- 2001: Heinz-Galinski-Preis
- 2006: Joachim-Ringelnatz-Preis per la poesia
- 2006: Gran croce al merito della Repubblica Federale Tedesca
- 2007: cittadinanza onoraria dalla Città di Berlino
- 2008: Theodor-Lessing-Preis
- 2008: laurea honoris causa in filosofia dalla Humboldt-Universität zu Berlin[31]

## Discografia
- Wolf Biermann zu Gast bei Wolfgang Neuss. 1965.
- 4 neue Lieder. 1968. (su EP della Verlag Klaus Wagenbach. Contiene: Ermutigung)
- Chausseestraße 131. 1968.
- Der Biermann kommt. 1970. (bootleg olandese di registrazioni su nastro della metà degli anni Sessanta)
- Wolf Biermann, CHILE - Ballade vom Kameramann / Comandante Che Guevara 1973 (CBS Single 1903)
- Warte nicht auf beßre Zeiten. 1973. (con Günter Sommer)
- aah – ja! 1974.
- Liebeslieder. 1975.
- Es gibt ein Leben vor dem Tod. 1976.
- Der Friedensclown. 1977.
- Das geht sein' sozialistischen Gang. 1977. (doppio CD con concerto live del 13 novembre 1976)
- Trotz alledem! 1978.
- Hälfte des Lebens. 1979.
- Eins in die Fresse, mein Herzblatt. 1980. (doppio CD live)
- Wir müssen vor Hoffnung verrückt sein. 1982.
- Im Hamburger Federbett. 1983.
- Die Welt ist schön … 1985.
- Seelengeld. 1986. (doppio CD)
- VEBiermann. 1988.
- Gut Kirschenessen. DDR – ça ira! 1989.
- Nur wer sich ändert. 1991.
- Süßes Leben – Saures Leben. 1996.
- Brecht, Deine Nachgeborenen. 1999. (doppio CD live)
- Paradies uff Erden – Ein Berliner Bilderbogen. 1999.
- Ermutigung im Steinbruch der Zeit. 2001. (registrazione del concerto per il 25º anniversario della sua espulsione, al Berliner Ensemble il 16 novembre 2001)
- Großer Gesang vom ausgerotteten jüdischen Volk, Lesung von Yitzak Katzenelson. 2004. (doppio CD live)
- Das ist die feinste Liebeskunst – Shakespeare-Sonette. 2005.
- Hänschen-klein ging allein … 2005. (speciale CD live con registrazione del concerto del 5 dicembre 2004, presso l'associazione Erkenntnis durch Erinnerung e.V.; non disponibile in commercio)
- Heimat – Neue Gedichte. 2006. (lettura)
- Heimkehr nach Berlin Mitte. 2007.
- in diesem Lande leben wir … 2011. Canzoni di Wolf Biermann con la Chamber Choir of Europe.
- Ach, die erste Liebe… Con Pamela Biermann. 2013. (= Wolf Biermann Edition, Vol 28.)

## Scritti
- Liebesgedichte, 1962.
- Sonnenpferde und Astronauten, 1964.
- Nachrichten von den Liebenden, 1964.
- Die Drahtharfe, 1965.
- Meine Mietskasernenbraut, 1965.
- Berlin, 1965.
- Mit Marx- und Engelszungen. Gedichte, Balladen, Lieder, 1968. (contiene Ermutigung)
- Der Dra-Dra. Die Große Drachentöterschau in acht Akten mit Musik, con note ed illustrazioni. Quarthefte, Verlag Klaus Wagenbach, Berlino 1970.
- Deutschland. Ein Wintermaerchen, 1972.
- Für meine Genossen. Hetzlieder, Gedichte, Balladen, 1972.
- Das Märchen vom kleinen Herrn Moritz, der eine Glatze kriegte, 1972.
- Nachlaß I, 1977.
- Preußischer Ikarus, 1978.
- Das Märchen von dem Mädchen mit dem Holzbein. Ein Bilderbuch von Natascha Ungeheuer, 1979.
- Verdrehte Welt – das seh' ich gerne. Lieder, Balladen, Gedichte, Prosa, 1982.
- Affenfels und Barrikade, 1986.
- Klartexte im Getümmel. 13 Jahre im Westen, 1990.
- Über das Geld und andere Herzensdinge – Prosaische Versuche über Deutschland, 1991.
- Alle Lieder, 1991.
- Il coniglio divora il serpente, traduzione e cura di A. Noceti, Theoria, Roma-Napoli 1992.
- Der Sturz des Daedalus oder Eizes für die Eingeborenen der Fidschi-Inseln über den IM Judas Ischariot und den Kuddelmuddel in Deutschland nach dem Golfkrieg, 1992.
- Alle Gedichte, 1995.
- Wie man Verse macht und Lieder. Eine Poetik in acht Gängen, März 1997.
- Paradies uff Erden. Ein Berliner Bilderbogen, 1999.
- Die Ausbürgerung. Anfang vom Ende der DDR von Wolf Biermann und Fritz F. Pleitgen, 2001.
- Über Deutschland unter Deutschen, 2002.
- Die Gedichte und Lieder 1960 bis 2001, 2003.
- Eleven Outlined Epitaphs. Elf Entwürfe für meinen Grabspruch von Bob Dylan und Wolf Biermann, 2003.
- Das ist die feinste Liebeskunst. 40 Shakespeare Sonette von Wolf Biermann und William Shakespeare, 2004.
- Heimat. Neue Gedichte, 2006.
- Otto lezioni per un'estetica della canzone e della poesia, a cura di A. Noceti, il canneto editore, Genova 2010.
- Fliegen mit fremden Federn. Nachdichtungen und Adaptionen, Hoffmann und Campe, Hamburg 2011, ISBN 978-3-455-40344-2.

### Traduzioni delle sue opere
- The Wire Harp – Ballads, Poems, Songs. Tradotto da Eric Bentley, con partitura. Helen and Kurt Wolff Book, Harcourt, Brace & World, New York 1967.